# Super HAD CCD

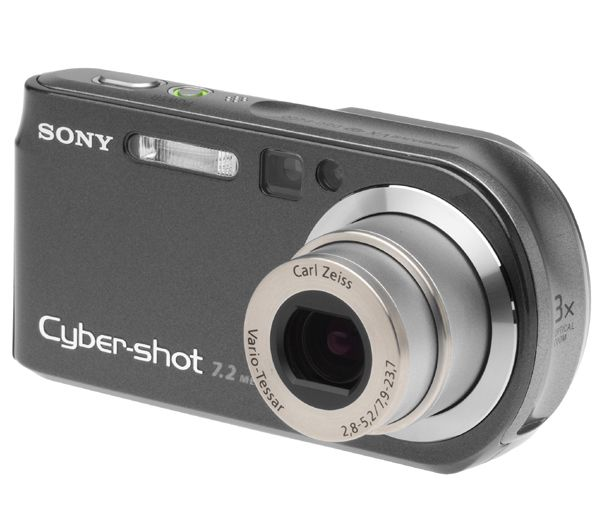
有効720万画素Super HAD CCDを搭載するCyber-shot P200

Super HAD CCD®（スーパーハッド シーシーディー）は、ソニーのデジタルカメラ・Cyber-shotに採用されている固体撮像素子（CCDイメージセンサ）の名称であり、同社の登録商標である。HADとはHole-Accumulation Diode(ホール・アキュムレーション・ダイオード)の略。
小型サイズはそのままに、高画素化を実現するために、ソニー独自の高密度ユニットセル搭載技術を採用。ひとつひとつの画素を高密度に配置することで、高画素を実現し、被写体を細部まで鮮やかに記録することができる。
1984年（昭和59年）にソニーが開発したｎ型基板、Pウェル、ｎダイオードセンサ表面に正孔蓄積層“P+”を付加したHADセンサに、1989年（平成元年）各画素上にオンチップマイクロレンズを搭載。1997年（平成9年）さらにレンズの間隔を狭くして光の無効領域を大幅に削減するようにレンズ形状を最適化し、CCD前面のカラーフィルターを薄型にすることで、受光感度をいっそう高めた。集光効率が従来比で30%以上向上し、トータルで+4dBの感度の向上を達成した。
なお、更に改良型として+6dB以上感度を向上させた“Super HAD CCD II”も開発されている。